# 100%の君へ
『100%の君へ』（100パーセントのきみへ）は、末次由紀による日本の漫画作品。
2003年から2005年に、『別冊フレンドDX Juliet』（講談社）に連載（2004年1月号から2005年5月号）。全8話。一匹の仔犬を同級生と共同で飼うことになった女子高生の初恋を描いた作品。
単行本全2巻が講談社から発売されたが、2005年10月、作者の作画盗用が問題となったことに伴って、単行本が絶版・回収となった。

## あらすじ
私立の女子高から共学校に転校してきたゆずは、向かいに住む同級生の樫尾と共同で仔犬の柴犬を飼うことになる。樫尾と仔犬を通じて過ごすうちにゆずは樫尾に恋をするが、彼には遠距離恋愛中の彼女がいた。ゆずは、自分の気持ちを正直に樫尾に告白するが断られる。しかし、その後も樫尾と共同飼い主を続けるうち、ゆずの懸命さに樫尾の心も揺れ動いていく。

## 主な登場人物
堀内 ゆず（ほりうち ゆず）
主人公の高校2年生。女子高である聖カトリナ高校から公立の共学校へ転校してきた。まじめで前向きな性格だが、初恋はまだ。お嬢様学校とは違う共学校の雰囲気に戸惑う。樫尾と共同で仔犬の柴犬・柴を飼う。
樫尾 聡太郎（かしお そうたろう）
ゆずの同級生。柴犬・柴をゆずと共同で飼う。冷静で物静かだが、柴にはメロメロ。遠距離恋愛中の彼女がいる。
大林 沙妃（おおばやし さき）
ゆずの同級生。ゆずと友達になり、イマドキの女子高生ファッションをゆずに伝授する。彼女がいる先輩にも自分の気持ちのままに向かっていく。
佐藤 美菜（さとう みな）
樫尾の彼女。1年生の時から樫尾とつき合い、現在は転校して千葉・館山で暮らす。

## 書誌情報
- 末次由紀 『100%の君へ』 講談社〈講談社コミックスフレンドB〉、全2巻
  1. 2004年8月11日発売、ISBN 4-06-341397-7
  2. 2005年6月13日発売、ISBN 4-06-341430-2